# معدات داعش العسكرية
هذه قائمة ببعض المعدات العسكرية التي استخدمها أو يستخدمها تنظيم الدولة الإسلامية (داعش).

## الأسلحة الصغيرة

### المسدسات
| الاسم            | النوع        | كمية | الدولة المُصنِّعة         | صورة | ملاحظات                        |
| ---------------- | ------------ | ---- | ---------------------- | ---- | ------------------------------ |
| جلوك 17          | مسدس نصف آلي |      | النمسا                 |      |                                |
| جلوك 19          | مسدس نصف آلي |      | النمسا                 |      | تمّ تحويل بعضها إلى مسدسات آليّة |
| براوينغ هاي باور | مسدس نصف آلي |      | بلجيكا                 |      |                                |
| بيريتا 92        | مسدس نصف آلي |      | إيطاليا                |      |                                |
| إيتش إس 2000     | مسدس نصف آلي |      | كرواتيا                |      |                                |
| والتر بي 99      | مسدس نصف آلي |      | ألمانيا                |      |                                |
| مسدس ماكاروف     | مسدس نصف آلي |      | الاتحاد السوفيتي       |      |                                |
| توكاريف 33       | مسدس نصف آلي |      | الاتحاد السوفيتي       |      |                                |
| روجر بي 89       | مسدس نصف آلي |      | الولايات المتحدة       |      |                                |
| لوجر بي 08       | مسدس نصف آلي |      | الإمبراطورية الألمانية |      |                                |
| تشيكوسلوفاكيا 75 | مسدس نصف آلي |      | تشيكوسلوفاكيا          |      |                                |

## قاذفات صواريخ
| الاسم                      | النوع                       | الكمية           | الدولة المُصنِّعة   | صورة | ملاحظات                                                      |
| -------------------------- | --------------------------- | ---------------- | ---------------- | ---- | ------------------------------------------------------------ |
| زيد يو-23-2                | قاذفة صواريخ مضادة للطائرات | 83 (في عام 2015) | الاتحاد السوفيتي |      | عملَ التنظيمُ على تطويرها                                      |
| اي زي بي اس-60             | بندقية مضادة للطائرات       | 21               | الاتحاد السوفيتي |      |                                                              |
| بندقيّة دي-44 (عيار 85 ملم) | 1 (في عام 2015)             |                  | الاتحاد السوفيتي |      | بندقية ميدان                                                 |
| مدافع هاوتزر 122 ملم دي-30 | مدفع قَذّاف                   | 2                | الاتحاد السوفيتي |      |                                                              |
| هاوتزر 122 ملم             | مدفع قذاف                   | 2                | الاتحاد السوفيتي |      |                                                              |
| هاوتزر 203 ملم             | مدفع قذاف                   | أكثر من واحد     | الاتحاد السوفيتي |      | حصل التنظيم على أكثر من واحد من هذا النوع من المدافع القذافة |
| دي-74                      | بندقية ميدان                | 6 (في عام 2015)  | الاتحاد السوفيتي |      |                                                              |
| أم-46                      | بندقية مَيدان                | 34               | الاتحاد السوفيتي |      |                                                              |
| ام 198 هاوتزر عيار 155 مم  | مدفع هاوتزر                 | 5                | الولايات المتحدة |      | حصلَ عليها تنظيم داعش من معاقل الجيش العراقي                  |
| أوردنانس 25 رطل            | مدفع ميدان                  | أكثر من واحد     | المملكة المتحدة  |      |                                                              |

## المركبات

### مدافع ذاتية الحركة
| الاسم               | النوع                          | الكمية | الدولة المُصنِّعة   | صورة | ملاحظات                                  |
| ------------------- | ------------------------------ | ------ | ---------------- | ---- | ---------------------------------------- |
| فوزديكا 2أس1        | مدفعية ذاتية الحركة            | 3-4    | الاتحاد السوفيتي |      | حصلَ التنظيمُ عليها من معاقل الجيش السوري  |
| زي أس يو-23-4 شيلكا | سلاح ذاتي الحركة مضاد للطائرات | 3      | الاتحاد السوفيتي |      | حصلَ التنظيم عليها من معاقل الجيش السوري. |
| بي إم-21 غراد       | راجمة صواريخ                   | 11     | الاتحاد السوفيتي |      | حصلَ التنظيمُ عليها من معاقلِ الجيش السوري. |

### الطائرات
| الاسم                                    | النوع                       | الكمية                       | الدولة المُصنِّعة | صورة | ملاحظات |
| ---------------------------------------- | --------------------------- | ---------------------------- | -------------- | ---- | --- |
| آيرو إل-39 ألباتروس                      | طائرة تدريب/طائرة هجوم أرضي | 3 (تدمّرت واحدة قبلَ عام 2014) | تشيكوسلوفاكيا  |      | حصل التنظيم على أربعة طائرات من هذا النوع وذلك بعدما استولى عليها جيش الإسلام من مطار الجيرة في 12 شباط/فبراير من عام 2013. فقدَ واحدة في وقتٍ لاحقْ بعدما تدمرت، كما فقدَ ثانيّة فيما بعد ثمّ أصلحَ الطائرتان المُتبقيتانِ واللذان ظهرا في شريط فيديو دعائي نشره جيش الإسلام.                               |
| طائرات مدنية تجارية بدون طيار            | طائرة بدون طيار             | عددٌ غير معروف                | إيران          |      | تمكّن تنظيم داعش من الحصول على عددٍ غير معروف من هذا النوع من الطائرات من الجيش السوري وإيران. استعملَ داعش إحدى تلكَ الطائرات الاستطلاعيّة في حزيران/يونيو 2014 فوقَ مدينة عين العرب وفقدَ في الوقتِ ذاته ثلاث طائرات بدون طيار بعدما نجحت القوات الكردية التي كانت تُدافع عن المدينة في إسقاطها.           |
| طائرات بدون طيار (معظمها ذات مراوحٍ أربع) | طائرة بدون طيار             | 80+                          | داعش           |      | لقد حصلَ داعش على عددٍ كبير من هذا النوع من الطائرات بدون طيار المدنية وقامَ بتكييفها لاستخدامها في الهجمات بالقنابل ومهام التجسس والدعاية وما إلى ذلك. يقومُ «لواء البراء بن مالك» وهو لواءٌ تابعٌ لِقطاع الطيران في تنظيم الدولة الإسلامية (داعش) بمهام التصنيع والتطوير العسكري لهذا النوع من الطائرات. |

## الزوارق
يستخدمُ تنظيم داعش مجموعة من المراكب المائية لنقل مُقاتليه في نهري دجلة وَالفرات. لقد صادفت القوات الأمريكية قوارب مائية صغيرة على ضفاف الأنهار كانَ يستعملها التنظيمُ لنقل الجنود والمعدات بل استعملها في حالات أخرى كعبوات ناسفة.
تمكّن تنظيم داعش من تطويرِ مهاراته على مر السنوات في صناعة الأسلحة المحلية حتى صارَ قادرًا على إنتاج نسخٍ متطابقةٍ من بعض الأسلحة على غِرار آر بي جي 7 وصاروخ إس بي جي 9. تمكّن التنظيمُ أيضًا من تطويرِ عددٍ من قاذفات الصواريخ وصواريخ الهاون حيثُ كان يُحمِّل بعضها فوق الزوارق السريعة كما نجحَ أيضًا في صنعِ قنابل يدوية كان يستخدمها مقاتليه كما جرت العادة بل أُسقطت في بعض المرات من الطائرات بدون طيار.